# Deák Ferenc tér
Deák Ferenc tér je náměstí v centru Budapešti. Pojmenováno je po Ferenci Deákovi, důležitém maďarském státníkovi z 19. století.
Náměstí se rozkládá v samém centru města, na křižovatce mnohých důležitých frekventovaných tříd. Je to významný dopravní uzel; vedou sem desítky linek autobusů, linky tramvajové a kříží se zde všechny tři linky metra ve stejnojmenné stanici. Náměstí je relativně rozlehlé, jeho velká část je upravena jako sady, v severní části se nachází moderní fontána.